# Юріха (Сарапульський район)
Юрі́ха (рос. Юриха) — присілок в Сарапульському районі Удмуртії, Росія.
Розташоване по обидва береги річки Юріха, неподалік її місця впадіння до річки Нечкінка.
Урбаноніми:
- вулиці — Комсомольська, Миру, Молодіжна, Польова
- провулки — Миру

## Населення
Населення становить 262 особи (2010, 291 у 2002).
Національний склад (2002):
- росіяни — 91 %